# Lingua ǃxóõ
La lingua ǃxóõ o taa è una lingua parlata nell'Africa sudoccidentale (Botswana e Namibia), appartenente alla famiglia delle lingue khoisan. La lingua è conosciuta anche come Ngǀamani o Tsasi.
Il taa appartiene al gruppo delle lingue tuu, il ramo meridionale delle lingue khoisan; con circa 4.200 parlanti (anno 2002), è l'unica vivente dell'intero gruppo dal momento che tutte le altre lingue sono estinte o in via di estinzione. Nel taa si distinguono numerosi dialetti, alcuni dei quali estinti. La maggior parte dei parlanti è bilingue con altri idiomi della zona, come lo tswana, l'herero, il naro o lo ǀgwi.
La lingua ǃxóõ è una lingua tonale, contraddistinta (come tutte le lingue khoisan) dalla presenza di numerose consonanti clic (prodotte facendo schioccare la lingua contro il palato o contro i denti). Il simbolo "ǃ" che compare nel nome della lingua indica un clic alveolare.